# Funkcija gubitka
U matematičkoj optimizaciji i teoriji odlučivanja, funkcija gubitka ili funkcija troška (ponekad se naziva i funkcija greške) je funkcija koja mapira događaj ili vrednosti jedne ili više promenljivih na realan broj koji intuitivno predstavlja neki „trošak“ povezan sa događajem. Problem optimizacije nastoji da minimizuje funkciju gubitka. Ciljna funkcija je funkcija gubitka ili njena suprotnost (u određenim domenima, različito nazvana funkcija nagrade, funkcija profita, funkcija korisnosti, funkcija sposobnosti, itd.), u kom slučaju treba da bude maksimizovana. Funkcija gubitka može uključivati termine sa nekoliko nivoa hijerarhije.
U statistici se obično koristi funkcija gubitka za procenu parametara, a dotični događaj je neka funkcija razlike između procenjenih i stvarnih vrednosti za instancu podataka. Koncept, star koliko i Laplas, ponovo je u statistiku uveo Abraham Vald sredinom 20. veka. U kontekstu ekonomije, na primer, ovo je obično ekonomski trošak ili gubitak. U klasifikaciji, to je kazna za netačnu klasifikaciju primera. U aktuarskoj nauci, koristi se u kontekstu osiguranja za modelovanje benefita koji se isplaćuju preko premija, posebno od rada Haralda Kramera iz 1920-ih. U optimalnoj kontroli, gubitak je kazna za nepostizanje željene vrednosti. U upravljanju finansijskim rizikom, funkcija je mapirana na novčani gubitak.

## Literatura
- Aretz, Kevin; Bartram, Söhnke M.; Pope, Peter F. (2011). „Asymmetric Loss Functions and the Rationality of Expected Stock Returns” (PDF). International Journal of Forecasting. 27 (2): 413—437. SSRN 889323 . doi:10.1016/j.ijforecast.2009.10.008.
- Berger, James O. (1985). Statistical decision theory and Bayesian Analysis (2nd изд.). New York: Springer-Verlag. Bibcode:1985sdtb.book.....B. ISBN 978-0-387-96098-2. MR 0804611.
- Cecchetti, S. (2000). „Making monetary policy: Objectives and rules”. Oxford Review of Economic Policy. 16 (4): 43—59. doi:10.1093/oxrep/16.4.43.
- Horowitz, Ann R. (1987). „Loss functions and public policy”. Journal of Macroeconomics. 9 (4): 489—504. doi:10.1016/0164-0704(87)90016-4.
- Waud, Roger N. (1976). „Asymmetric Policymaker Utility Functions and Optimal Policy under Uncertainty”. Econometrica. 44 (1): 53—66. JSTOR 1911380. doi:10.2307/1911380.